# 생방송 TV 가요 20
《생방송 TV 가요 20》은 SBS에서 젊은층을 대상으로 방영되었던 가요 순위 프로그램으로, 1994년 봄철 개편에 따라 《스타 서울 스타》의 뒤를 이어 신설되었으며, 이후 IMF로 인해 1998년 2월 1일부터 《SBS 인기가요》로 또 다시 개편되었다.
한편, 지나친 립싱크 뿐 아니라 시청자퀴즈와 여론조사 등에 700국번 전화를 이용하여 원성을 샀고 이 과정에서 1997년 최악의 비드라마 프로그램 4위에 선정되었다.

## 진행 방식

### 게임을 통해 순위 소개
- 방송 기간: 1994년 4월 24일 ~ 1994년 10월 23일
- 게스트가 출연해서 재미있는 게임을 통해 순위를 소개
- 지상파 순위프로 최초로 중국, 일본, 타이완의 아시안 차트를 소개했다.

#### 순위 BOX
- 컴퓨터 게임을 통해서 그 순위에 해당하는 초대가수와 손님이 공개된다(순위는 무작위로 공개).
- 선택버튼 4개 중에 숫자하나를 누르면 해당되는 게임을 진행한다(라운드는 총 3라운드로 구성 - START버튼을 누르면 게임이 시작됨.).
- 그중에 각 게임마다 물음표가 숨겨져 있으며 대부분 초대손님의 특별 무대로 꾸며지는 경우가 많다.

#### 행운을 잡아라!
- 각 게임마다 행운이라는 자막이 숨겨져 있다.
- 총 세 번의 기회가 주어지며 그중에 꽝이 숨겨져 있다.
- 1, 2, 3번 중에 숫자 하나를 선택하면 해당하는 선물을 주지만 꽝이 나오면 선물은 없다(1회만 진행).

##### 1라운드
- 블록격파(벽돌격파)게임 : 녹색, 파란색, 보라색, 주황색 4개의 벽돌을 맞추면 그에 해당하는 순위가 공개된다.

##### 2라운드
- 명사수 게임 : 녹색, 파란색, 보라색, 주황색 공 4개를 총알로 맞추면 그에 해당하는 순위가 공개된다.

##### 3라운드
- 끼리끼리 게임 : 가로, 세로형태의 같은 화살표의 모양이 3개가 모두 일치하면 순위, 행운이 공개된다.

### 라이브 무대와 순위 소개를 병행
- 방송 기간: 1994년 10월 30일 ~ 1998년 1월 25일
- 게스트를 모셔서 컴퓨터 게임을 통해서 진행하는 것을 탈피해서 라이브 무대와 순위 소개를 병행하면서 진행
- 한국 연예·오락 방송 사상 최초로 진행자의 호칭을 도입. (MC 블루, MC 루키[7])

## 순위집계 방식
- 조사기관을 통해 선별한 연령별 집계를 통해 BEST 20과 1위 후보곡 선정

### 1994년4월 24일~1996년4월 21일
- 1차 발표: 조사기관을 통한 연령별 집계를 다 더한 것. (10, 20, 30, 40대 이상)
- 2차 발표 (막판뒤집기): 등촌동 공개홀로 방청을 온 방청객의 투표를 합해서 1위가 결정.
- 최종 결과는 전광판을 통해 공개.

### 1996년4월 28일~1996년10월 27일
- 1차 발표: 조사기관을 통한 연령별 집계를 다 더한 것. (10, 20, 30, 40대 이상)
- 2차 발표: PC통신 유니텔로 통해서 생방송으로 투표를 진행한 것을 합해서 1위가 결정.
- 최종 결과 공개도 위의 것과 동일

### 1996년11월 3일~1997년10월 19일
- 1차 발표 : 심사위원단의 연령별 사전 집계를 합산
- 2차 발표 : ARS 전화 집계를 통한 생방송 투표를 진행한 것을 합해서 1위가 결정
- 한 곡이 1위를 5주 연속 했을 때, 왕중왕을 수상하고 순위에서 제외시키는 제도를 적용했다. (이 시기로 추정)
- 최종 결과 공개는 전화 집계 마감과 동시에 바로 공개

### 1997년11월 2일~1998년1월 25일
- 1차 발표 : PC통신 데이콤 (천리안) 사전 집계, 심사위원단의 연령별 사전 집계를 합산
- 2차 발표 : PC통신 데이콤 (천리안) 현장 집계, ARS 집계를 합해서 1위가 결정.
- 왕중왕 수상 커트라인이 5주에서 4주로 변경.

## 역대 진행자
| 기간                                | 진행   | 진행   |
| ----------------------------------- | ------ | ------ |
| 1994년 4월 24일 ~ 1994년 10월 23일  | 이혜영 | 윤현숙 |
| 1994년 10월 30일 ~ 1995년 4월 23일  | 김호진 | 이본   |
| 1995년 4월 30일 ~ 1995년 10월 22일  | 이훈   | 재키림 |
| 1995년 10월 29일 ~ 1996년 10월 13일 | 이훈   | 김예분 |
| 1996년 11월 3일 ~ 1997년 3월 9일    | 김원준 | 김희선 |
| 1997년 3월 16일 ~ 1998년 1월 25일   | 류시원 | 김희선 |

## 역대 1위 수상자
1994년
| 4월 - 4월 24일 (1회) - 김건모 핑계 5월 - 5월 1일 (2회) - Mr.2 난 단지 나일 뿐 - 5월 8일 (3회) - Mr.2 난 단지 나일 뿐 (2주 연속) - 5월 15일 (4회) - Mr.2 난 단지 나일 뿐 (3주 연속) - 5월 22일 (5회) - 듀스 우리는 - 5월 29일 (6회) - 듀스 우리는 (2주 연속) 6월 - 6월 5일 (7회) - 이상우 비창 - 6월 12일 (8회) - 이상우 비창 (2주 연속) - 6월 19일 (9회) - 손지창 사랑하고 있다는 걸 - 6월 26일 (10회) - 김건모 (94 상반기 왕중왕) | 7월 - 7월 3일 (11회) - 손지창 사랑하고 있다는 걸 (2주 연속) - 7월 10일 (12회) - 임종환 그냥 걸었어 - 7월 17일 (13회) - 투투 일과 이분의 일 - 7월 24일 (14회) - 투투 일과 이분의 일 (2주 연속) - 7월 31일 (15회) - 부활 사랑할수록 8월 - 8월 7일 (16회) - 투투 일과 이분의 일 (통산 3주) - 8월 14일 (17회) - 투투 일과 이분의 일 (통산 4주) - 8월 21일 (18회) - 투투 일과 이분의 일 (통산 5주) - 8월 28일 (19회) - 룰라 백일째 만남 9월 - 9월 4일 (20회) - 룰라 백일째 만남 (2주 연속) - 9월 11일 (21회) - 김원준 너 없는 동안 - 9월 18일 (22회) - 김원준 너 없는 동안 (2주 연속) - 9월 25일 (23회) - 김원준 너 없는 동안 (3주 연속) 10월 - 10월 2일 (24회) - 김원준 너 없는 동안 (4주 연속) - 10월 9일 (25회) - 김원준 너 없는 동안 (5주 연속) - 10월 16일 - 1994년 히로시마 아시안 게임 폐막식 중계 방송 관계로 결방 - 10월 23일 (26회) - 신성우 서시 - 10월 30일 (27회) - 구본승 너 하나만을 위해 11월 - 11월 6일 (28회) - 구본승 너 하나만을 위해 (2주 연속) - 11월 13일 (29회) - 구본승 너 하나만을 위해 (3주 연속) - 11월 20일 (30회) - 신성우 서시 (통산 2주) - 11월 27일 (31회) - 신승훈 그 후로 오랫동안 12월 - 12월 4일 - 1994 서울가요대상 특집 편성 - 12월 11일 (32회) - 신승훈 그 후로 오랫동안 (2주 연속) - 12월 18일 (33회) - 신승훈 그 후로 오랫동안 (3주 연속) - 12월 25일 (34회) - 신승훈 그 후로 오랫동안 (4주 연속) |

1995년
| 1월 - 1월 1일 - 신년특집 프로그램 편성 관계로 결방 - 1월 8일 (35회) - 룰라 비밀은 없어 - 1월 15일 (36회) - 룰라 비밀은 없어 (2주 연속) - 1월 22일 (37회) - DJ DOC 슈퍼맨의 비애 - 1월 29일 (38회) - DJ DOC 슈퍼맨의 비애 (2주 연속) 2월 - 2월 5일 (39회) - 박미경 이유같지 않은 이유 - 2월 12일 (40회) - 박미경 이유같지 않은 이유 (2주 연속) - 2월 19일 (41회) - 박미경 이유같지 않은 이유 (3주 연속) / 박진영 날 떠나지마 (공동 1위) - 2월 26일 (42회) - 박진영 날 떠나지마 (2주 연속) 3월 - 3월 5일 (43회) - 박진영 날 떠나지마 (3주 연속) - 3월 12일 (44회) - 박진영 날 떠나지마 (4주 연속) - 3월 19일 (45회) - 김건모 잘못된 만남 - 3월 26일 (46회) - 김건모 잘못된 만남 (2주 연속) 4월 - 4월 2일 (47회) - 김건모 잘못된 만남 (3주 연속) - 4월 9일 (48회) - 김건모 잘못된 만남 (4주 연속) - 4월 16일 (49회) - 김건모 잘못된 만남 (5주 연속) - 4월 23일 (50회) - 김건모 잘못된 만남 (6주 연속) - 4월 30일 (51회) - 김원준 세상은 나에게 5월 - 5월 7일 (52회) - 김현철 끝난 건가요 - 5월 14일 - 지역민방 개국 축하쇼 방송으로 인한 결방 - 5월 21일 (53회) - 룰라 날개 잃은 천사 - 5월 28일 (54회) - 룰라 날개 잃은 천사 (2주 연속) 6월 - 6월 4일 (55회) - 룰라 날개 잃은 천사 (3주 연속) - 6월 11일 (56회) - 듀스 굴레를 벗어나 - 6월 18일 (57회) - 듀스 굴레를 벗어나 (2주 연속) - 6월 25일 (58회) - 듀스 굴레를 벗어나 (3주 연속) | 7월 - 7월 2일 - 삼풍 백화점 붕괴 사고 추모로 결방 - 7월 9일 (59회) - 녹색지대 사랑을 할거야 - 7월 16일 (60회) - 듀스 굴레를 벗어나 (통산 4주) - 7월 23일 (61회) - 노이즈 상상속의 너 - 7월 30일 (62회) - 노이즈 상상속의 너 (2주 연속) 8월 - 8월 6일 (63회) - 노이즈 상상속의 너 (3주 연속) - 8월 13일 (64회) - R.ef 고요속의 외침 - 8월 20일 (65회) - R.ef 고요속의 외침 (2주 연속) / 솔리드 이 밤의 끝을 잡고 (공동 1위) - 8월 27일 (66회) - 솔리드 이 밤의 끝을 잡고 (2주 연속) 9월 - 9월 3일 - 제 22회 한국방송대상 특집 편성 - 9월 10일 (67회) - DJ DOC 머피의 법칙 - 9월 17일 (68회) - 박미경 이브의 경고 - 9월 24일 (69회) - 박미경 이브의 경고 (2주 연속) 10월 - 10월 1일 (70회) - 박미경 이브의 경고 (3주 연속) - 10월 8일 (71회) - The Blue 친구를 위해 - 10월 15일 (72회) - R.ef 상심 - 10월 22일 (73회) - R.ef 상심 (2주 연속) - 10월 29일 (74회) - 박진영 청혼가 11월 - 11월 5일 (75회) - 서태지와 아이들 Come Back Home - 11월 12일 - 한일야구 슈퍼게임 중계 관계로 결방 - 11월 19일 (76회) - 서태지와 아이들 Come Back Home (2주 연속) - 11월 26일 (77회) - 육각수 흥보가 기가 막혀 12월 - 12월 3일 (78회) - 터보 나 어릴 적 꿈 - 12월 10일 (79회) - 육각수 흥보가 기가 막혀 (통산 2주) - 12월 17일 (80회) - 이소라 난 행복해 - 12월 24일 (81회) - 이소라 난 행복해 (2주 연속) - 12월 31일 (82회) - 연말 결산 특집 (우정상 : 성진우) |

1996년
| 1월 - 1월 7일 (83회) - 김정민 슬픈 언약식 - 1월 13일 (84회) - 김정민 슬픈 언약식 (2주 연속) - 1월 21일 (85회) - 터보 검은 고양이 - 1월 28일 (86회) - 터보 검은 고양이 (2주 연속) 2월 - 2월 4일 (87회) - 터보 검은 고양이 (3주 연속) - 2월 11일 (88회) - 김원준 넌 내꺼 - 2월 18일 (89회) - 녹색지대 준비없는 이별 - 2월 25일 (90회) - DJ DOC 겨울 이야기 3월 - 3월 3일 (91회) - DJ DOC 겨울 이야기 (2주 연속) - 3월 10일 (92회) - 녹색지대 준비없는 이별 (통산 2주) - 3월 17일 (93회) - 김정민 마지막 약속 - 3월 24일 (94회) - 김정민 마지막 약속 (2주 연속) - 3월 31일 (95회) - 걸 아스피린 4월 - 4월 7일 (96회) - 패닉 달팽이 - 4월 14일 (97회) - 패닉 달팽이 (2주 연속) - 4월 21일 (98회) - 걸 아스피린 (통산 2주) - 4월 28일 (99회) - 패닉 달팽이 (통산 3주) 5월 - 5월 5일 (100회 특집) - 패닉 달팽이 (2주 연속, 통산 4주) - 5월 12일 (101회) - 패닉 달팽이 (3주 연속, 통산 5주) - 5월 19일 (102회) - 아이돌 Bow Wow - 5월 26일 (103회) - R.ef 찬란한 사랑 6월 - 6월 2일 (104회) - R.ef 찬란한 사랑 (2주 연속) - 6월 9일 (105회) - 신승훈 나보다 조금 더 높은 곳에 니가 있을 뿐 - 6월 16일 - 1996 드림콘서트 특집 편성 - 6월 23일 (106회) - 김건모 스피드 - 6월 30일 (107회) - 상반기 결산 특집 (10대 가수상 시상 / 우정상 : 녹색지대) | 7월 - 7월 7일 (108회) - 김건모 스피드 (2주 연속) - 7월 14일 (109회) - 클론 쿵따리 샤바라 - 7월 21일 (110회) - 클론 쿵따리 샤바라 (2주 연속) - 7월 28일 (111회) - 클론 쿵따리 샤바라 (3주 연속) 8월 - 8월 4일 - 청소년을 위한 큰스타 여름콘서트 특집 편성 - 8월 11일 (112회) - 클론 쿵따리 샤바라 (4주 연속) - 8월 18일 (113회) - 룰라 3! 4! - 8월 25일 (114회) - 룰라 3! 4! (2주 연속) 9월 - 9월 1일 (빅스타 가을 대행진) - 룰라 3! 4! (3주 연속) - 9월 8일 (115회) - 터보 Twist King - 9월 15일 (116회) - 터보 Twist King (2주 연속) - 9월 22일 - 세계 평화의날 특집 사랑의 음악회 특집방송 관계로 결방 - 9월 29일 (117회) - 터보 Twist King (3주 연속) 10월 - 10월 6일 (118회) - 김민종 귀천도애 - 10월 13일 (119회) - 김원준 SHOW - 10월 20일 - 그린 비전 콘서트 특집 편성 - 10월 27일 - 서울 시민의 날 특집방송 관계로 결방 11월 - 11월 3일 (120회) - 영턱스클럽 정 - 11월 10일 (121회) - 영턱스클럽 정 (2주 연속) - 11월 17일 (122회) - 터보 Love is - 11월 24일 (123회) - 김정민 애인 12월 - 12월 1일 (124회) - 김정민 애인 (2주 연속) - 12월 8일 (125회) - 영턱스클럽 정 (통산 3주) - 12월 15일 (126회) - H.O.T. 캔디 - 12월 22일 (127회) - 1996년 연말결산 H.O.T. 캔디 (2주 연속) - 12월 29일 - 결방 SBS 가요대전으로 대체 |

1997년
| 1월 - 1월 5일 (128회) - H.O.T. 캔디 (3주 연속) - 1월 12일 (129회) - H.O.T. 캔디 (4주 연속) - 1월 19일 (130회) - H.O.T. 캔디 (5주 연속) (왕중왕) - 1월 26일 (131회) - 쿨 운명 2월 - 2월 2일 (132회) - 쿨 운명 (2주 연속) - 2월 9일 (133회) - 쿨 운명 (3주 연속) - 2월 16일 (134회) - 쿨 운명 (4주 연속) - 2월 23일 (135회) - 쿨 운명 (5주 연속) (왕중왕) 3월 - 3월 2일 (136회) - 이지훈 왜 하늘은 - 3월 9일 (137회) - 룰라 연인 - 3월 16일 (138회) - 룰라 연인 (2주 연속) - 3월 23일 (139회) - 양파 애송이의 사랑 - 3월 30일 (140회) - 양파 애송이의 사랑 (2주 연속) 4월 - 4월 6일 (141회) - 양파 애송이의 사랑 (3주 연속) - 4월 13일 (142회) - 양파 애송이의 사랑 (4주 연속) - 4월 20일 (143회) - 언타이틀 날개 - 4월 27일 (144회) - 언타이틀 날개 (2주 연속) 5월 - 5월 4일 (145회) - 언타이틀 날개 (3주 연속) - 5월 11일 (146회) - 언타이틀 날개 (4주 연속) - 5월 18일 - 미집계 (1997 드림콘서트 편성) - 5월 25일 (147회) - 언타이틀 날개 (5주 연속) (왕중왕) 6월 - 6월 1일 (148회) - 엄정화 배반의 장미 - 6월 8일 (149회) - UP 뿌요 뿌요 - 6월 15일 (150회) - UP 뿌요 뿌요 (2주 연속) - 6월 22일 (151회) - UP 뿌요 뿌요 (3주 연속) - 6월 29일 (152회) - UP 뿌요 뿌요 (4주 연속), H.O.T. (97 상반기결산 인기상) | 7월 - 7월 6일 (153회) - 영턱스클럽 질투 - 7월 13일 (154회) - UP 뿌요 뿌요 (통산 5주) (왕중왕) - 7월 20일 (155회) - 임창정 그때 또 다시 - 7월 27일 (156회) - 임창정 그때 또 다시 (2주 연속) 8월 - 8월 3일 (157회) - 임창정 그때 또 다시 (3주 연속) - 8월 10일 (158회) - 임창정 그때 또 다시 (4주 연속) - 8월 17일 (159회) - 임창정 그때 또 다시 (5주 연속) (왕중왕) - 8월 24일 (160회) - 유승준 가위 - 8월 31일 (161회) - H.O.T. 행복 9월 - 9월 7일 (162회) - H.O.T. 행복 (2주 연속) - 9월 14일 (163회) - H.O.T. 행복 (3주 연속) - 9월 21일 (164회) - H.O.T. 행복 (4주 연속) - 9월 28일 (165회) - H.O.T. 행복 (5주 연속) (왕중왕) 10월 - 10월 5일 (166회) - DJ DOC DOC와 춤을 - 10월 12일 (167회) - DJ DOC DOC와 춤을 (2주 연속) - 10월 19일 (168회) - 지누션 말해줘 - 10월 26일 - 1997 환경콘서트로 대체 11월 - 11월 2일 (169회) - 지누션 말해줘 (2주 연속) - 11월 9일 (170회) - H.O.T. We Are The Future - 11월 16일 (171회) - H.O.T. We Are The Future (2주 연속) - 11월 23일 (172회) - H.O.T. We Are The Future (3주 연속) - 11월 30일 (173회) - H.O.T. We Are The Future (4주 연속) (왕중왕) 12월 - 12월 7일 (174회) - 젝스키스 기사도 - 12월 14일 (175회) - 터보 GoodbyeYesterday - 12월 21일 (176회) - 젝스키스 기사도 (통산 2주) - 12월 28일 - 1997년 SBS 가요대전으로 대체로 결방 |

1998년
| 1월 - 1월 4일 (177회) - 젝스키스 기사도 (2주 연속, 통산 3주) - 1월 11일 (178회) - 젝스키스 기사도 (3주 연속, 통산 4주) (왕중왕) - 1월 18일 (179회) - 이현우 헤어진 다음날 - 1월 25일 (180회) - 이현우 헤어진 다음날 (2주 연속) |

## 지역 민영방송
- 1995년 5월부터 부산, 대구, 광주, 대전민방을 거쳐, 1997년 9월 청주, 울산민방을 이어 1997년 10월부터 청주민방을 시청하였다.

## 참고 사항
- 1997년 개편을 맞아, 노랫말 가사가 도입하여, 가운데 자막 디자인을 추가되었다.

## 타 방송사 프로그램
- 가요 TOP 10 (KBS)
- 인기가요 50 (MBC, 이상 경쟁 프로그램)

## 타이틀 변천사
| 년도   | 타이틀             | 타이틀             | 비고 |
| ------ | ------------------ | ------------------ | ---- |
| 1991년 | SBS 인기가요 (1기) | 쇼! 서울 서울      |      |
| 1993년 | 스타 서울 스타     | 스타 서울 스타     |      |
| 1994년 | 생방송 TV 가요 20  | 생방송 TV 가요 20  |      |
| 1998년 | SBS 인기가요 (2기) | SBS 인기가요 (2기) |      |